# Aussteuerung

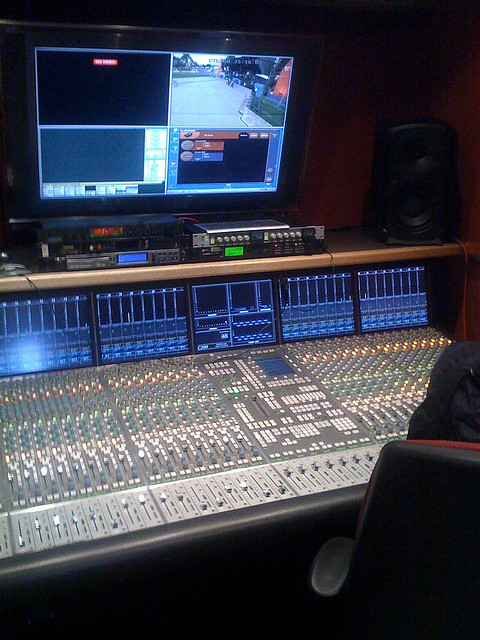
Mischpult in einem Fernseh-Übertragungswagen, mit Aussteuerungsmessern auf einem LCD-Monitor (Bildmitte)

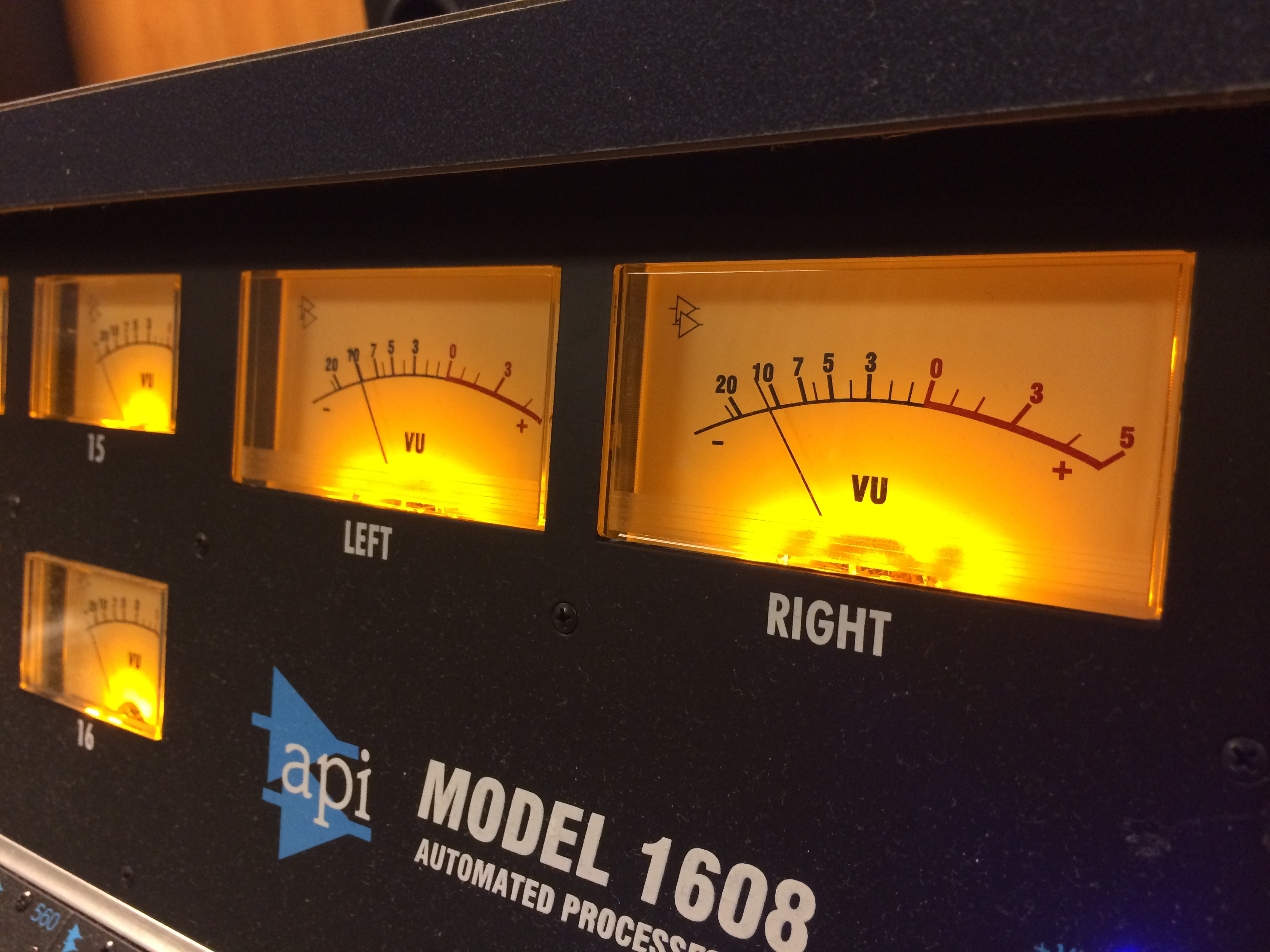
vu-Meter zur Kontrolle der Aussteuerung an einem professionellen Tonstudio-Gerät

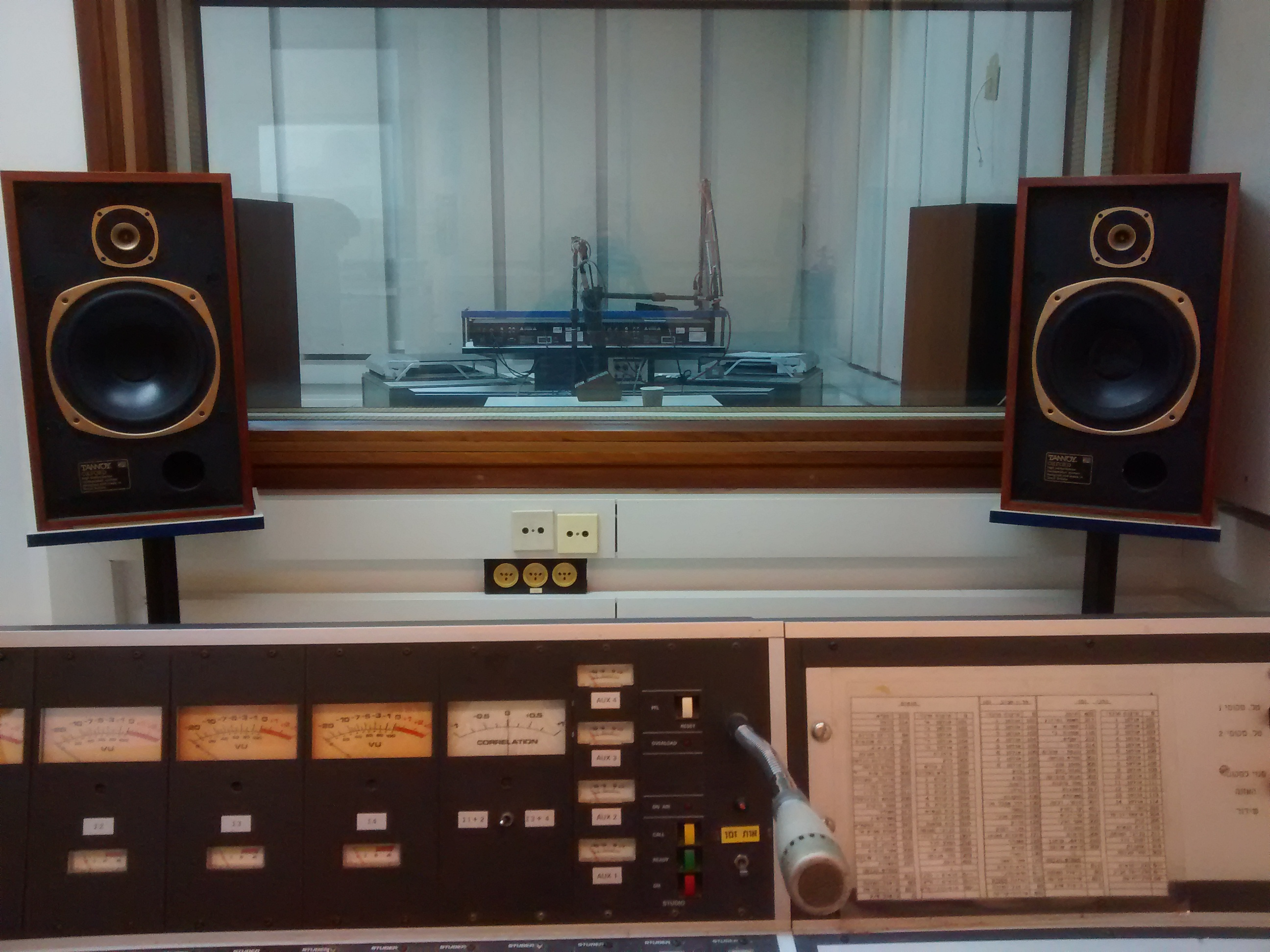
Radiostudio beim Hörfunk, mit vu-Metern zur Kontrolle der Aussteuerung, dahinter Studiolautsprecher zum Monitoring für einen Tontechniker.

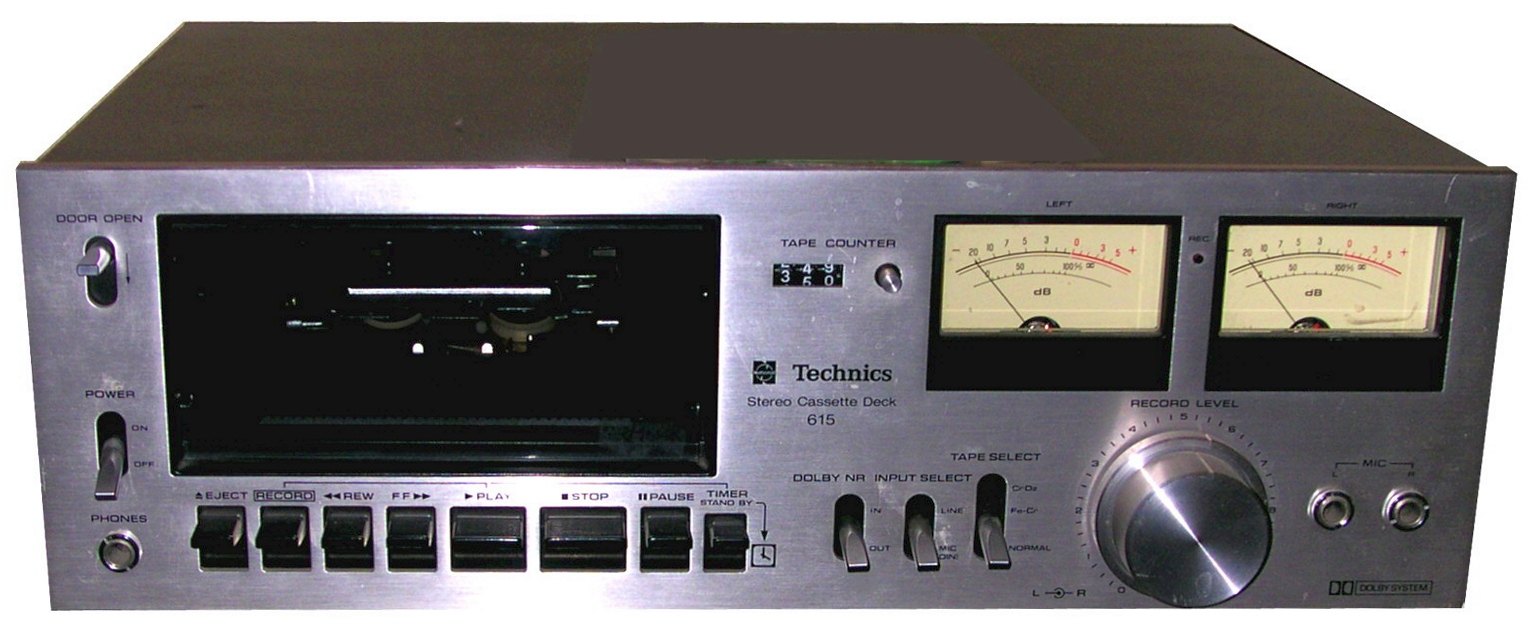
HiFi-Kassettendeck von Technics (1977) mit zeittypischen vu-Metern zur Kontrolle der Aussteuerung von Tonaufnahmen. Bei HiFi-Geräten wurden solche Zeigerinstrumente ab den 1980er Jahren durch kostengünstigere LED-Anzeigen und später Fluoreszenzanzeigen abgelöst.

Aussteuerung wird in der Tontechnik die Einstellung des elektrischen Signalpegels in einem nachrichtentechnischen Übertragungskanal mit festem Dynamikumfang genannt. Um während einer Tonaufnahme oder einer Übertragung einer Sendung im Rundfunk die Aussteuerung überwachen zu können, werden kalibrierte Aussteuerungsmesser verwendet. Im professionellen Umfeld findet dies in der Regel in einem Tonstudio, bei Konzertveranstaltungen aller Art am Mischpult, oder in einem Übertragungswagen statt.

## Technische Grundlagen
Die Grenzen des Dynamikbereichs eines solchen Übertragungskanals sind bei hohem Pegel durch das Auftreten hoher nichtlinearer Verzerrungen gegeben und bei niedrigem Pegel durch den im Kanal selbst vorhandenen Störpegel. Eine technisch optimale Aussteuerung ist also ein Kompromiss zwischen möglichst großem Störpegelabstand und noch akzeptablen nichtlinearen Verzerrungen. Einfacher ausgedrückt darf die Aussteuerung weder zu hoch sein, weil dann die lautesten Töne verzerrt werden, aber auch nicht zu niedrig, weil sonst die leiseren Töne vom Grundrauschen (etwa bei einer Tonbandaufnahme) überdeckt werden.

## Aussteuerungsmesser
Die Anzeige des aktuellen Messwertes der Aussteuerung (Signalpegel) erfolgt durch Aussteuerungsmesser. Diese können als mechanische Zeiger, Leuchtdioden, Flüssigkristallanzeigen, Fluoreszenzanzeigen oder Anzeige auf einem LCD- oder Computerbildschirm realisiert sein. Die technisch-physikalischen Eigenschaften dieser Anzeigen – z. B. die Tendenz zur Bildung eines zeitlichen Mittelwerts des Signals bei Zeigermessgeräten – aber vor allem auch die vom Konstrukteur absichtlich festgelegte Auslegung beeinflussen maßgeblich die Anzeigecharakteristik des Aussteuerungsmessers. Die Messwerte verschiedener Arten von Aussteuerungsmessern lassen sich daher nicht direkt miteinander vergleichen, je nach Signalart – z. B. abhängig von der Geschwindigkeit der Pegeländerung in einem Musiksignal – erhält man bei unterschiedlichen Typen von Aussteuerungsmessern auch unterschiedlich hohe dB-Anzeigen. Diese Unterschiede zeigen sich besonders bei zeitlich konstanten Pegeln (Dauerton).
Daher werden in der Tonstudio-, Rundfunk-, Fernsehtechnik und Messtechnik kalibrierte Aussteuerungsmesser mit bekanntem und festgelegten Anzeigeverhalten verwendet. Dazu gehören das QPPM (Quasi Peak Programme Meter, Quasi-Spitzenpegelmesser), das SPPM (Sample Peak Programme Meter), das True Peak Meter (beides Spitzenpegelmesser), das vu-Meter und der Lautstärkemesser (ITU Rec. BS.1770 und BS.1771). Die Spezifikationen der verschiedenen Typen sind in einer Reihe internationaler Normen festgelegt. Dagegen haben Aussteuerungsmesser für den nicht-professionellen Einsatz, beispielsweise in HiFi-Geräten und Musik-Software-Produkten, in der Regel ein undokumentiertes Anzeigeverhalten. Die Anzeige-Eigenschaften kennt somit nur der Hersteller, wenn es überhaupt getestet wurde.

## Einhaltung von Spitzenpegeln
In der Rundfunk- und Fernsehtechnik wird zur Beschreibung der Höhe der Aussteuerung der Quasi-Spitzenpegel herangezogen. Bezogen wird auf einen betrieblich festgelegten Pegel, der als Vollaussteuerung definiert ist. Dieser Pegelwert soll, in analogen und analog/digital gemischten Signalketten, vom übertragenen Signal möglichst nicht überschritten werden. In digitalen Systemen wird die Aussteuerung zusätzlich mit einem Spitzenpegelmesser kontrolliert. Die maximale Aussteuerung ist hier identisch mit dem größtmöglichen Zahlenwert der übertragenen Datenwörter. Dieser Wert sollte weder bei der A/D-Wandlung noch in folgenden Bearbeitungsschritten überschritten werden (Clipping).

## Lautheitsausgleich
Ein anderer Aspekt ist es, aufeinanderfolgende Programmteile gleichen Quasi-Spitzenpegels aber unterschiedlichen Inhalts (z. B. Musik und Sprache; hier darf die Musik keinesfalls so hoch ausgesteuert werden wie die Sprache, vielmehr ist ein Musikpegel von −6 dB [50 %] gegenüber der voll ausgesteuerten Sprache anzustreben) im Pegel so zu verändern, dass ein ausgewogener Lautheitsverlauf erzielt wird. Dieses steht meistens im Widerspruch zur Forderung nach technisch optimaler Aussteuerung: Da ein Anheben des Pegels zum Lautheitsausgleich wegen der Gefahr der Übersteuerung nicht erlaubt ist, können nur die zu lauten Programmteile durch Untersteuerung (bezogen auf Vollaussteuerung) in Richtung geringere Lautheit angeglichen werden.

## Dynamikreduktion
Ein dritter Aspekt der Aussteuerung ist die Aufgabe eines Toningenieurs, ein Schallereignis mit großem Dynamikumfang in der Dynamik einzuengen. Der Signalpegel, der von lauten Schallereignissen herrührt, muss dazu durch einen Pegelsteller (Fader) verringert werden, während der Signalpegel besonders leiser Schallereignisse angehoben werden muss, um genügend Abstand zum Störpegel zu erlangen. Es ist dabei aber nicht allein eine Anpassung an den Dynamikumfang des elektrischen Übertragungskanals vorzunehmen, sondern auch die Abhörbedingungen der Hörer zu berücksichtigen, die meistens nur bestimmte maximale Abhörlautstärke einstellen dürfen, insbesondere die Zimmerlautstärke, andererseits aber etwa pianissimo-Passagen von Musikwerken trotz der i. d. R. vorhandenen Umgebungsgeräusche am Abhörplatz erkennen möchten. Zum Teil erfolgt diese Regelung (jedoch nicht immer mit hinreichender Präzision) durch besondere, automatisch arbeitende Geräte im Sendeweg von Rundfunkanstalten („AGC“).

## „Automatisierung“ von Aussteuerung
In den letzten Jahrzehnten gibt es sowohl in der Musikproduktion als auch im Rundfunk einen teils stark kritisierten Trend. Dabei wird durch verschiedene technische Maßnahmen über eine weitgehend automatisierte, sich zeitlich verändernde Aussteuerung und andere Mittel in den Dynamikumfang und den Lautheitsverlauf sowohl von einzelnen Musikstücken als auch von Programmverläufen (insbesondere der wechselnden Abfolge von Sprachpassagen, Musik und Werbespots) eingegriffen. Die dazu eingesetzten Verfahren sind vor allem das sogenannte Soundprocessing und die Automatische Verstärkungsregelung. Dabei kommen unter anderem Geräte wie Kompressoren und Limiter zum Einsatz, die miteinander kombiniert bzw. verkettet werden.
In der Musikproduktion, aber auch im Rundfunkbereich wird diese Entwicklung auch als Loudness War bezeichnet. In der Musikindustrie zeigte sich dies vor allem darin, Musik in über die Jahre allmählich immer höheren Lautheitspegeln zu produzieren, um einen Gesamteindruck zu erzeugen, der sich von dem anderer Künstler abhebt. Diese Komprimierung des Audiosignals führt zu einer subjektiv konstanteren „Hörbarkeit“ der Musik, allerdings um den Preis eines hohen Dynamik-Verlusts. Viele Künstler sehen diese Entwicklung kritisch.
Popmusik-Radiosender verwenden, ähnlich zu der obigen Entwicklung, eine automatische Normalisierung zum Angleichen des Lautheitseindrucks zwischen verschiedenen Musiktiteln, etwa damit die Hörer nicht versucht bzw. genötigt sind, während leiseren Titeln am Empfangsgerät die Lautstärke nachzuregeln. Dies wird oft mit einer Verringerung des Dynamikumfangs mittels eines Audio-Kompressors kombiniert, der automatisch die Lautheitsunterschiede innerhalb eines Musikstücks verringert. Gleichzeitig wird auch im Vergleich zum Hauptprogramm oft die Lautheit von Werbespots erhöht.